# Echinaster parvispinus
Echinaster parvispinus is een zeester uit de familie Echinasteridae.
De wetenschappelijke naam van de soort werd in 1916 gepubliceerd door Austin Hobart Clark.